# 糸屋町
糸屋町（いとやまち）は、大阪府大阪市中央区の町名。現行行政地名は糸屋町一丁目および糸屋町二丁目。

## 地理
大阪市中央区の北部に位置。北は大手通、南は北新町および南新町、東は谷町二丁目、西は松屋町筋を挟んで本町橋とそれぞれ接する。

### 中大江公園
1962年（昭和37年）10月17日に開園した近隣公園（ 面積：10,590m2）で指定緊急避難場所（一時避難場所）に指定されている。ブランコ、鉄棒、滑り台、山型遊具、砂場のほか、この地にゆかりのある宇野浩二の文学碑が建立されている。
中大江校下 桜まつりや盆踊り、クリスマスイベントなどが開催されている。

## 施設
- 大阪市立中大江小学校

## 歴史
1872年（明治5年）に松尾町、南革屋町、内骨屋町の北部、与左衛門町の北部を統合し、糸屋町1 - 2丁目となった。1988年（昭和63年）3月に糸屋町1丁目にあった大阪市立船場中学校が閉校（その後、2007年に高層マンションが建設）となり、1989年（平成元年）に中大江公園と大阪市立中大江小学校の敷地がまたがっていた北新町2丁目を編入した。

### 町名の由来
松尾町が当初糸屋町と称していたことに由来する。

## 世帯数と人口
2019年（平成31年）3月31日現在の世帯数と人口は以下の通りである。
| 丁目         | 世帯数  | 人口    |
| ------------ | ------- | ------- |
| 糸屋町一丁目 | 539世帯 | 979人   |
| 糸屋町二丁目 | 173世帯 | 317人   |
| 計           | 712世帯 | 1,296人 |

### 人口の変遷
国勢調査による人口の推移。
| 1995年（平成7年）  | 245人   | [ 12 ] |  |
| 2000年（平成12年） | 179人   | [ 13 ] |  |
| 2005年（平成17年） | 305人   | [ 14 ] |  |
| 2010年（平成22年） | 926人   | [ 15 ] |  |
| 2015年（平成27年） | 1,108人 | [ 16 ] |  |

### 世帯数の変遷
国勢調査による世帯数の推移。
| 1995年（平成7年）  | 97世帯  | [ 12 ] |  |
| 2000年（平成12年） | 84世帯  | [ 13 ] |  |
| 2005年（平成17年） | 183世帯 | [ 14 ] |  |
| 2010年（平成22年） | 459世帯 | [ 15 ] |  |
| 2015年（平成27年） | 608世帯 | [ 16 ] |  |

## 事業所
2016年（平成28年）現在の経済センサス調査による事業所数と従業員数は以下の通りである。
| 丁目         | 事業所数 | 従業員数 |
| ------------ | -------- | -------- |
| 糸屋町一丁目 | 17事業所 | 149人    |
| 糸屋町二丁目 | 38事業所 | 263人    |
| 計           | 55事業所 | 412人    |

## 交通

### 鉄道
- 最寄り駅は京阪電気鉄道および大阪市高速電気軌道の天満橋駅。

### 道路
高速
- 阪神高速1号環状線

主要地方道
- 大阪市道天神橋天王寺線（松屋町筋）

## その他

### 日本郵便
- 〒540-0022[3]（集配局：大阪東郵便局[18]）